# Dorothy Arzner

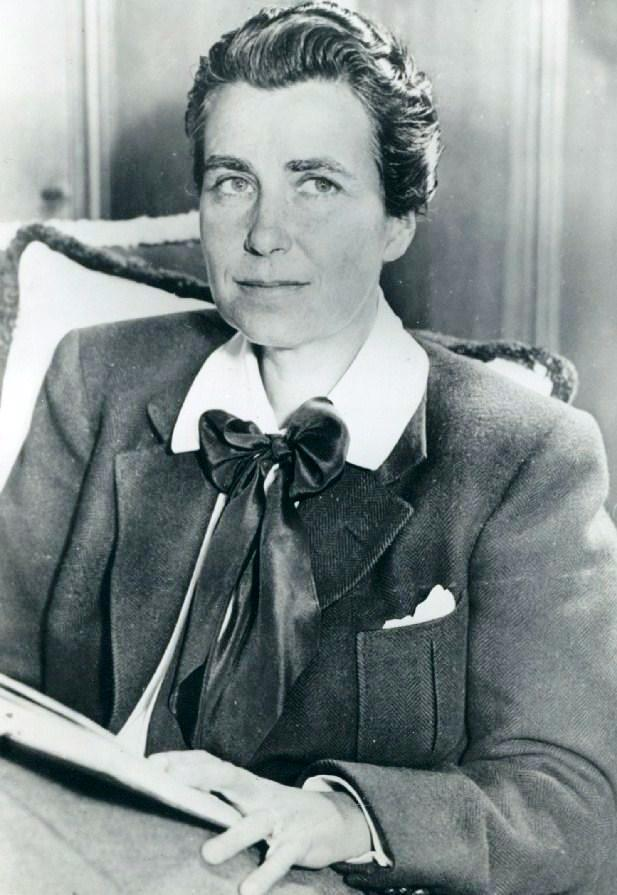
Dorothy Arzner (1934)

Dorothy Arzner (* 3. Januar 1897 in San Francisco, Kalifornien; † 1. Oktober 1979 in La Quinta, Kalifornien) war eine US-amerikanische Filmregisseurin und Filmeditorin. Als Regisseurin drehte sie annähernd 20 Filme zwischen 1927 und 1943 und wird von Filmhistorikern als wichtigste Filmemacherin aus der Zeit des Hollywood-Studiosystems gesehen.

## Leben und Karriere
Dorothy Arzner arbeitete im Jugendalter als Kellnerin in dem Lokal ihres Vaters in Los Angeles, das von Filmgrößen wie Mary Pickford, D. W. Griffith, Douglas Fairbanks und Mack Sennett frequentiert wurde. Das Filmgeschäft ließ sie allerdings zunächst kalt und sie wollte ursprünglich Ärztin werden, brach aber das Studium schließlich ab. Im Ersten Weltkrieg war sie als Lazarettschwester und Krankenwagenfahrerin tätig. Während eines Arbeitermangels durch die Spanische Grippe gelangte sie 1919 ins Filmgeschäft und begann als Stenografin für William DeMille, dem Bruder von Cecil B. DeMille, in der Drehbuchabteilung von Famous Players – aus denen bald Paramount entstand – zu arbeiten. Bald stieg sie zur Filmeditorin auf, und ihre Arbeit für die Stierkampfszenen in Blut und Sand, einem großen Erfolg von Rudolph Valentino aus dem Jahr 1922, war so brillant, dass James Cruze sie zur Chef-Editorin von The Covered Wagon aus dem Folgejahr machte.
1927 führte Arzner bei dem Film Fashions for Women erstmals selbst die Regie und wurde in der Umbruchphase vom Stummfilm zum Tonfilm Ende der 1920er Jahre sehr bekannt. Das war insofern ungewöhnlich, als dass es zwar in der Frühphase Hollywoods einige Beispiele für Regisseurinnen gab, diese allerdings spätestens bis zum Anbeginn des Tonfilms aus dem Filmgeschäft gedrängt worden waren. Arzner war die erste Frau, die einen Tonfilm inszenierte und das erste weibliche Mitglied der 1936 gegründeten Directors Guild of America, in der sie bis zu ihrem Rückzug aus dem Filmgeschäft in den 1940er Jahren auch die einzige Frau blieb. Auch viele Presseartikel berichteten über Arzner, da sie als einzige Regisseurin Hollywoods in dieser Zeit als Kuriosum galt.
Arzner drehte mit einigen der weiblichen Top-Stars des Studios, vorzugsweise in Filmen, die besonders stark an das weibliche Publikum gerichtet waren. Sie inszenierte Clara Bows ersten Tonfilm The Wid Party von 1929. Die Publicity um die angeblich aufgrund von Bows Lautstärke durchgebrannten Sicherungen der Mikrofone halfen mit, aus der seichten Dreiecksgeschichte einen finanziellen Erfolg zu machen. Besonders Arzners beide Filme mit Ruth Chatterton, dem damaligen weiblichen Topstar des Studios, waren große finanzielle Erfolge. Sarah and Son erzählte die Geschichte einer österreichischen Sopranistin, die ihr illegitimes Kind aufgeben muss und später jahrelang nach ihm sucht. Chatterton wurde für ihre perfekte Modulation des anfänglich schweren deutschen Akzents zu einer fast perfekten englischen Diktion gegen Ende des Films gelobt. Angesichts der noch primitiven Aufnahmetechnik war das eine großartige Leistung. Bei der Oscarverleihung im November 1930 wurde Ruth Chatterton für ihre Leistung in der Kategorie Beste Hauptdarstellerin nominiert.
Arzner drehte auch später noch weitere Liebesdramen, darunter Merrily We Go to Hell mit Sylvia Sidney und Fredric March sowie Anybodys Woman, ihren zweiten Film mit Chatterton. Die Dreharbeiten für einen Dritten, Stepdaughters of War, wurden Mitte 1931 abgebrochen. Der Film hätte die traumatischen Erlebnisse einer britischen Sanitäterin und Fahrerin eines Krankenwagens an der französischen Front 1916 zum Thema gehabt. Zwei Szenen wurden vom Studio in The House that Shadows Build verwendet, in dem das zwanzigjährige Firmenjubiläum gefeiert wurde.
1933 übernahm Arzner die Regie von Christopher Strong mit Katharine Hepburn, mit dem das Leinwandimage der damals erst frisch im Filmgeschäft befindlichen Hepburn durch ihre Rolle einer furchtlosen und eigenständigen Pilotin maßgeblich geprägt wurde. Nana (1934) sollte aus Anna Sten, der neuesten Entdeckung des Starproduzenten Samuel Goldwyn, einen Star machen, doch die strengen Zensurbestimmungen des Production Code erlaubten nur eine entschärfte Version des Romans von Émile Zola. Arzners Film Craig’s Wife aus dem Jahr 1936 mit Rosalind Russell in der Rolle einer manipulativen, kaltherzigen Ehefrau gehört zu den heute noch am meisten rezipierten Werken. Die Vorlage für den Film war das gleichnamige und mit dem Pulitzerpreis ausgezeichnete Bühnenstück von George Kelly, dem Onkel von Grace Kelly. Es gab bereits eine Verfilmung mit den Hauptdarstellern Irene Rich und Warner Baxter von 1928, im Jahr 1950 folgte eine dritte Adaption mit Joan Crawford. 1937 inszenierte Arzner den bei seiner Entstehung von Querelen geplagten Film Die Braut trug Rot, ein Stoff, der 1937 ursprünglich für Luise Rainer von MGM gekauft worden und dann an Joan Crawford weitergereicht worden war.
Als letzter Höhepunkt von Arzners Schaffen gilt der 1940 gedrehte Musicalfilm Dance, Girl, Dance, in dem Maureen O’Hara und Lucille Ball als Showgirls miteinander rivalisieren. Der Film wies für das damalige Hollywood-Kino seltene feministische Sensibilitäten auf und gilt heute manchmal als Arzners Meisterwerk, zumal RKO Radio Pictures ihr bei dieser Produktion größere künstlerische Freiheiten gestattete. Ihr letzter Spielfilm war 1943 das für Columbia Pictures inszenierte Kriegsdrama First Comes Courage mit Merle Oberon. Die Gründe für das Ende von Arzners Karriere in Hollywood sind bis heute nicht eindeutig geklärt: Der ausbleibende kommerzielle Erfolg ihrer letzten beiden Filme, eine langwierige Lungenentzündung sowie der zunehmende Konservativismus in Hollywood nach Einführung des Hays Codes 1934, der der lesbischen Regisseurin wohl das Arbeiten erschwerte, werden als mögliche Gründe genannt. Arzner erklärte später einmal, dass sie das Filmgeschäft freiwillig verlassen habe, aber sich zugleich auch von Hollywood verlassen gefühlt habe, da dort nicht mehr die Art von Film gefragt gewesen sei, für die sie sich am meisten interessiert habe.
Arzner drehte im Zweiten Weltkrieg noch mehrere Werbefilme für das Women’s Army Corps, den Frauenflügel der United States Army, sowie in den 1950er Jahren Dutzende Werbungen für den Konzern Pepsi – letzteres auf Bitten ihrer Freundin Joan Crawford, die damals in dem Vorstand des Konzerns saß. Arzner unterrichtete Filmstudenten am Pasadena Playhouse sowie ab 1961 an der University of California (Los Angeles), wo unter anderem der junge Francis Ford Coppola zu ihren Studenten zählte.

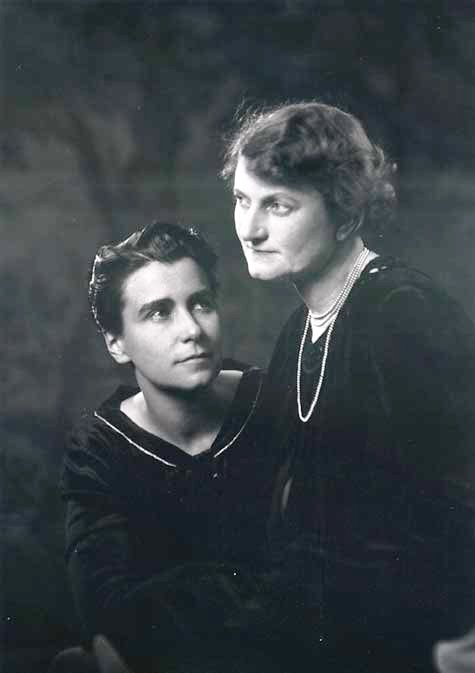
Dorothy Arzner (links) mit Marion Morgan im Jahr 1927, Fotografie von Arnold Genthe

Arzner war über 40 Jahre bis zu deren Tod mit der Tänzerin und Choreografin Marion Morgan (1881–1971) in einer Beziehung, daneben wurden ihr auch gerüchteweise Affären mit Schauspielerinnen wie Alla Nazimova nachgesagt. Ihren Lebensabend verbrachte sie nicht in Los Angeles, sondern in La Quinta in der kalifornischen Wüste, wo sie an einem letztlich unvollendeten historischen Roman arbeitete. Ihr ist ein Stern auf dem Hollywood Walk of Fame gewidmet.

## Rezeption
Ein wiedererwachtes Interesse an ihren Filmen konnte Arzner in ihren letzten Lebensjahren noch miterleben. So veranstaltete die Directors Guild of America 1975 in ihrer Anwesenheit ein Filmfestival mit ihren Filmen. Insbesondere in der Filmwissenschaft mit feministischem Schwerpunkt wird Arzners Werk seit den frühen 1970er Jahren wissenschaftlich untersucht, etwa im Hinblick auf ihre Darstellung von Geschlechterrollen und weiblicher Sexualität. Ihre Biografin Judith Mayne fasste zusammen, dass nicht jeder Film von Arzner komplett gelungen sei und sie wie alle Hollywood-Regisseure unter kommerziellem Druck arbeiten musste, sich aber Unterschiede zu den Filmen männlicher Regisseure sowie eine kritische Betrachtung gesellschaftlicher Normen durch ihr Werk ziehen würden. Unter feministischen und queerem Blickwinkel wird Arzners Werk als subversiv betrachtet, da es selten direkt, aber doch unterschwellig damalige Geschlechtervorstellungen hinterfrage und besonders häufig Beziehungen von Frauencharakteren zueinander in den Mittelpunkt stelle.

## Filmografie (Auswahl)
Komplette Filmografie als Regisseurin
- 1927: Fashions of Women
- 1927: Ten Modern Commandments
- 1927: Bin ich ihr Typ? (Get Your Man)
- 1928: Manhattan Cocktail
- 1929: The Wild Party
- 1930: Paramount-Parade (Paramount on Parade, Teil des Filmes)
- 1930: Wiegenlied (Sarah and Son)
- 1930: Behind the Make-Up (im Vorspann ungenannte Mitarbeit an einigen Szenen)
- 1930: Anybody’s Woman
- 1931: Honor Among Lovers
- 1931: Working Girls
- 1932: Merrily We Go to Hell
- 1933: Christopher Strong
- 1934: Nana
- 1936: Craig’s Wife
- 1937: Die Braut trug Rot (The Bride Wore Red)
- 1937: The Last of Mrs. Cheyney (Teil des Filmes, im Vorspann ungenannt)
- 1940: Dance, Girl, Dance
- 1943: First Comes Courage

als Drehbuchautorin (Auswahl)
- 1926: Korsaren (Old Ironsides)